# Діва Марія Милостива

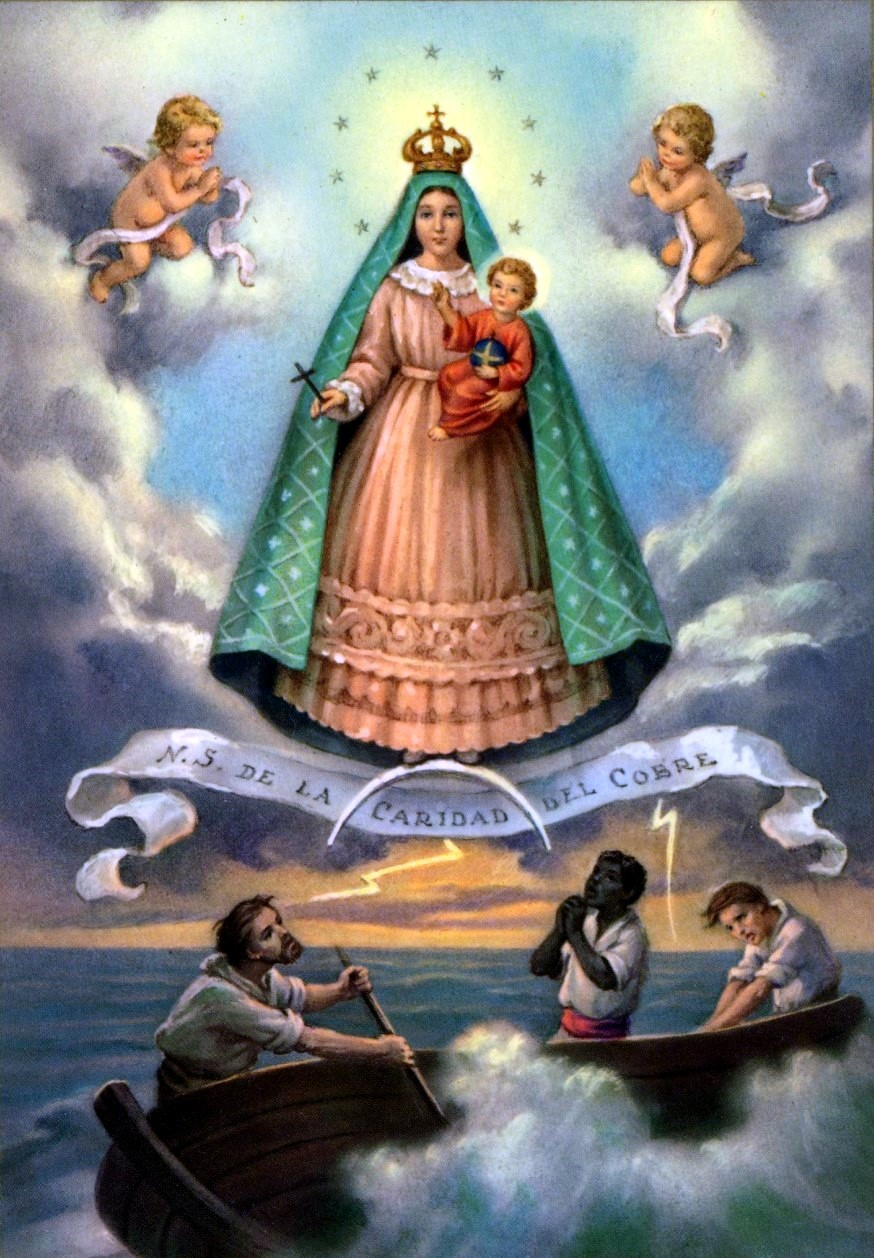
Діва Марія Милостива

Ді́ва Марі́я Мило́стива з Ко́бре (ісп. Nuestra Senora de la Caridad del Cobre) — у католицькому християнстві образ Діви Марії, матері Ісуса Христа. Пов'язаний із популярним кубинським переказом XVII століття про чудесне її об'явлення двом індіанцям, Родріго і Хуану, а також негру-рабу Хуану Морену, яких Марія врятувала своєю милістю їх під час шторму в Карибському морі; у хвилях трійця знайшла статую Діви Марії, яку згодом помістила на Кубі. Образ відомий у країнах іспанського світу, особливо на Кубі. 1916 року папа Бенедикт XV проголосив Діву Марію Милосердну покровителькою Куби. Вшановується у кубинському національному святилищі, Кобрській базиліці Діви Марії Милостивої, збудованій 1926 року поблизу Сантьяго-де-Куби. В іконографії зображується Царицею Небесною і Непорочною, що тримає на руках дитятко Ісуса; у підніжжя якої пливе човен з трьома врятованими чоловіками. День вшанування у католицькі церкві — 8 вересня. Також — Ді́ва Марі́я Ко́брська (ісп. Nuestra Senora del Cobre), Діва Марія Милосе́рдна.

## Покровителька
- Куба: вся країна; кубинці, видобувачі солі й міді; Ель-Кобре